# Quint Fabrici
Quint Fabrici (en llatí Quintus Fabricius) va ser un polític i magistrat romà del segle i aC. Formava part de la gens Fabrícia, una gens romana originària de la ciutat d'Aletrium.
Va ser tribú de la plebs l'any 57 aC. Era amic de Ciceró que llavors estava exiliat, i va presentar una moció per fer tornar l'orador, el gener del 57 aC. Però aquest intent va ser rebutjat per Publi Clodi Pulcre que s'hi va oposar amb les seves milícies armades. Tant el Monumentum Ancyranum com Dió Cassi diuen que Quint Fabrici era cònsol sufecte l'any 36 aC.